# San José de Metán
San José de Metán, más conocida como Metán, es una ciudad del noroeste de Argentina, en la provincia de Salta. Es cabecera del Departamento Metán, y se encuentra a 140 km de la capital provincial, la Ciudad de Salta. Por su población, es la 5.º ciudad más importante de la provincia.

## Ubicación
La ciudad tiene una privilegiada ubicación en el contexto del sur de la provincia, ya que equidista en una distancia no mayor de 170 km de las capitales provinciales de Salta, San Salvador de Jujuy y San Miguel de Tucumán, que conforman una parte de la región del NOA. 
Ubicada en la vera de la RN 9 y RN 34, que desde Rosario (Santa Fe) llega hasta el límite con Bolivia y del Ferrocarril General Belgrano, que su red troncal y ramales la conectan con el sur boliviano, con el norte chileno y con el Puerto de Barranqueras (Chaco) sobre el Río Paraná, hacia el este.

## Población
Contaba con 29 579 habitantes según el censo realizado por el INDEC en el 2010, lo que representa un incremento del 2,27% frente a los 28 922 habitantes (Indec, 2001) del censo anterior.

## Toponimia
Su nombre procedería de la voz lule: "mep"= miel, y la voz calchaquí "ao"= lugar o pueblo; lo que unidas nos daría  Mepao  que significa "pueblo de la miel".

## Historia
La ciudad de Metán se fundó en terrenos cedidos y fraccionados por Guillermo Sierra el 26 de mayo de 1859, (escritura firmada en la ciudad de Salta, que quedó como fecha del “Día de Metán”) tres días antes de que la Iglesia creara el Curato de San José de Metán, separándolo de Rosario de la Frontera (29 de mayo), y un poco después, por decreto provincial del 9 de noviembre de 1859, se creó el Municipio y el Departamento de Metán.
Guillermo Sierra fue el hijo mayor del capitán de Güemes, José Ignacio Sierra, quién se desempeñó en la lucha por la Independencia al mando del escuadrón Sur de Gauchos de la Frontera del Rosario, estuvo en la batalla de Salta y fue teniente coronel en el Ejército Auxiliar del Alto Perú al mando de Arenales.
Cuenta la historia que fue denominado "Padre de los Pobres", su casa estaba a disposición de todos los transeúntes era como un establecimiento público de beneficencias donde se acogía a los enfermos y el más infeliz era tratado como a los vecinos principales.
Cuando San Martín recibe en Yatasto al coronel Don Martin Miguel de Güemes le explica que tiene planeado levantar una fortaleza en Tucumán y cuya primera línea defensiva sería el río Juramento, ambos elaboran entonces la estrategia de la guerra de recursos, Güemes recibe entonces el cargo de Comandante de las Avanzadas del Río Juramento e instala su campamento en Conchas, entre los jefes y oficiales de los escuadrones se encontraba José Ignacio Sierra.
En 1819, el director Supremo de las Provincias Unidas de Sud-América, Gral. José Rondeau concede a don José Ignacio Sierra el cargo de capitán, según documentación del Archivo General de la Nación cuyo texto dice así: "atendiendo a los méritos y servicios de don José Ignacio Sierra, he venido a conferirle el cargo de Capitán del 2° Escuadrón de los Gauchos de la Frontera del Rosario Jurisdicción de Salta, concediéndole las gracias, exenciones y prerrogativas que por este título le corresponden".
Al desaparecer la ciudad de Esteco (oficialmente Talavera de Madrid), sus habitantes se dirigieron a los pueblos de Metán —en el actual Metán Viejo— y a Rosario de la Frontera, ya que la ciudad colonial había sido totalmente arrasada por el terremoto de Salta del 13 de septiembre de 1692. Es interesante recordar un hecho inédito ocurrido en esta legendaria ciudad. Por razones del Patronato, el gobernador del Tucumán don Alonso de Vera y Zárate y el obispo monseñor Julián de Cortázar estaban muy distanciados, por lo que la primera colación de grados de la Universidad de Córdoba, que habían fundado los jesuitas, se llevó a cabo en Talavera de Madrid en 1623, en una pomposa ceremonia de tres días de duración. 
Los sobrevivientes que se refugiaron en el actual paraje de Metán Viejo,3 donde el gobernador del Tucumán y posterior marqués Alonso de Mercado y Villacorta había erigido, como ya se dijo, en el año 1666 una fortaleza y un pueblo de aborígenes, reconstruyeron la misma con una “defensa de palizada”, y gracias a ella lograron rechazar un ataque de los mocovíes chaqueños en 1696. Y por su población incrementada con parte de los habitantes de la destruida Esteco, Metán comenzó a ser conocida como la Nueva Esteco.6 En 1699 desde este lugar partió un contingente a reconstruir el fuerte de Nuestra Señora del Rosario, a unos 35 km hacia el sur, que es el origen del actual Rosario de la Frontera.
En el año 1841, en Metán Viejo ocurrió la ejecución del doctor unitario Marco Avellaneda —integrante de la Coalición del Norte— por orden del general federal Manuel Oribe quien fuera el derrocado presidente uruguayo, por ser unionista con la Argentina. Avellaneda estaba acusado de haber participado del asesinato del gobernador de la provincia de Tucumán, general Alejandro Heredia. 
Además, a unos 25 km de Metán se produjo el combate de Las Piedras.1 Y a unos 40 km hacia el norte, en la margen izquierda del río Pasaje, (hoy Juramento), el 13 de febrero de 1813 las tropas de Belgrano juraron a la Asamblea General Constituyente, y a la bandera oficialmente desplegada por primera vez. En enero de 1814 se encontrarán en la Sala de Yatasto, a 12 km al sur del actual Metán, el general Belgrano y el entonces coronel José de San Martín. Luego este se reunirá con el futuro general Güemes, y planearán la nueva estrategia que será decisiva en la lucha por la independencia.

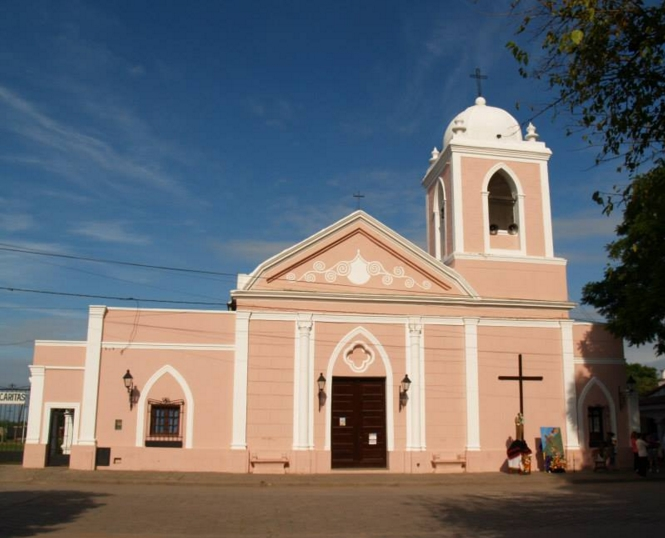

### Himno
En el 2007, Marcela S. Romeri Fernández y Roberto Darío Viñas legaron por concurso a la ciudad de San José de Metán el Himno que lo representa.
Con la creación del Himno a San José de Metán, se busca fortalecer el sentido de pertenencia de cada uno de los habitantes de nuestra ciudad, el apego al terruño, que data de más de 340 años. El mismo es elemental para el desarrollo de esta y para enfrentar exitosa los desafíos que el mundo globalizado nos impone. Otro hecho significativo en nuestra comunidad es la profunda fe religiosa, que basa desde sus orígenes, sus raíces y convicciones cristianas, que en sus estrofas expresa:
El Crestón fiel centinela,
Elevando toda nuestra fe
Fue testigo del Milagro
Inclinándose a sus pies
Este Himno es el fiel reflejo del acrecentamiento de los vínculos con esta tierra, con sus protagonistas y sucesos destacados de nuestra historia que fueron decisivos durante la Gesta Libertadora, el progreso a través del arribo del Ferrocarril y el desarrollo económico que el mismo produjo en los habitantes de este suelo.
La autora de su texto poético es la Sra. Marcela Silvana Romeri Fernández, el compositor  de  su música es el Sr. Roberto Darío Viñas.
El Himno a San José de Metán fue entonado por primera vez por sus compositor Sr. Roberto Darío Viña  y  el Orfeón Coral de la Municipalidad de San José de Metán dirigido por la Prof. Nora Tolaba, en el Acto Oficial del 9 de julio de 2007, “Día de la Independencia Argentina”.
HIMNO  A SAN JOSÉ DE METÁN
¡Loa al pueblo que forjó su destino!
¡Loa al pueblo que entre rieles creció!
De las veintitrés luces de Salta,
Metán brilla en el sur de la región.

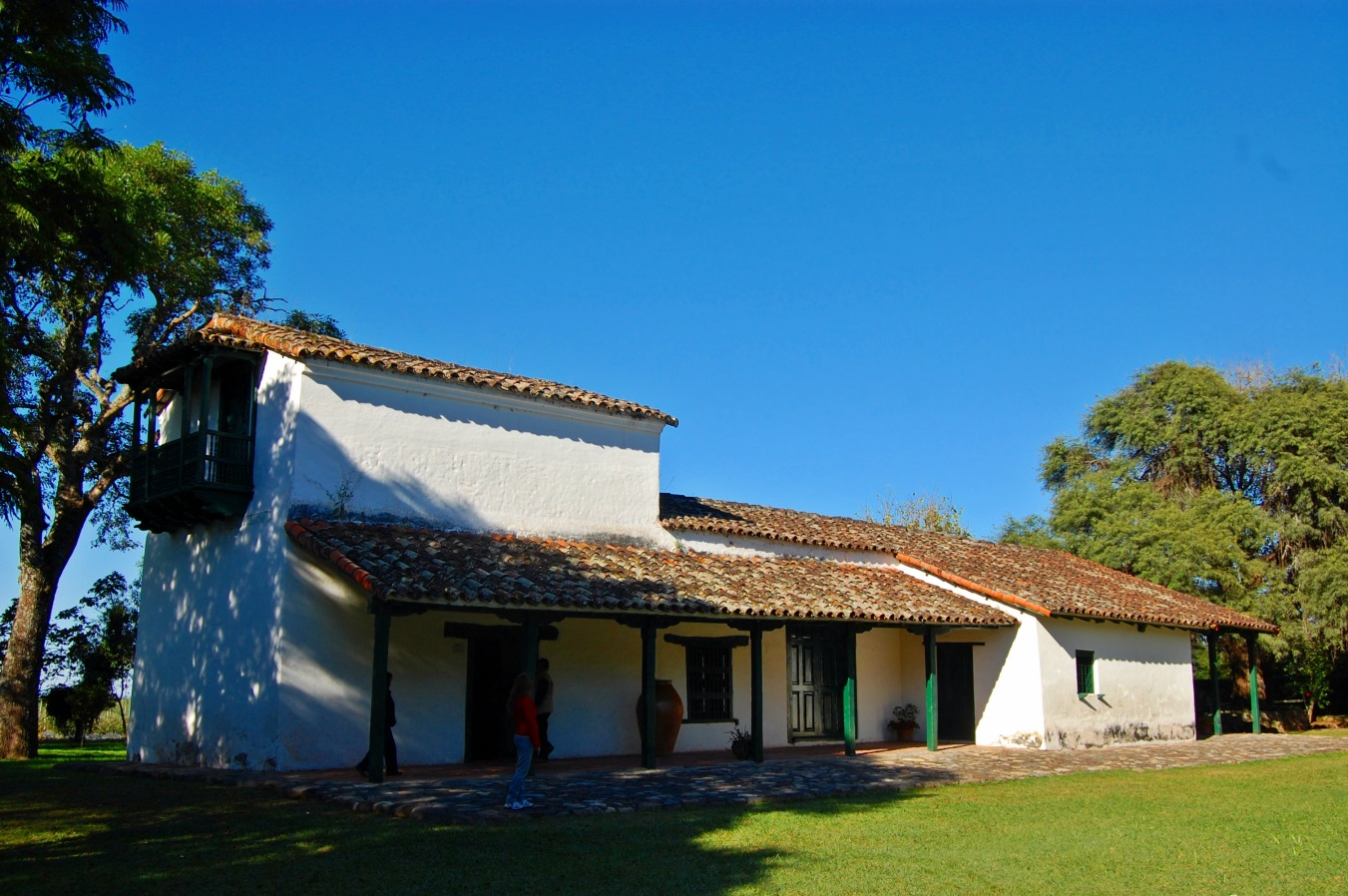
Casa de Yatasto donde se encontraron Belgrano y San Martín en 1814

El Crestón, fiel centinela,
Elevando toda nuestra fe
Fue testigo del Milagro
Inclinándose a tus pies.
¡Gloria al pueblo de Metán!
Tierra Gaucha que vivió
En las huestes libertarias
El amor a la Nación:
El combate de la Piedras,
El encuentro en Yatasto
Nuestros héroes nos  legaron
La entereza y el valor.
Defendamos nuestra tierra
Con coraje y libertad.
Con mi sangre y en el pecho
Juro darte lealtad.
San José de Metán…
San José de Metán…
San José de Metán…
Seudónimo: Cielo y Tierra
Letra: Marcela Romeri
Música: Yako Viñas

### Combate de las Piedras
El Combate de las Piedras fue un acontecimiento que creó el punto de inflexión frente al avance del ejército realista desde el norte.  
La victoria levantó la moral de las tropas del Ejército del Norte, que venían desalentadas por la derrota en Huaqui, a orillas del río Desaguadero, límite norte del Virreinato del Río de la Plata.
Al mando del doctor Manuel Belgrano, como general en jefe de la expedición, el 23 de agosto de 1812 el ejército debió replegarse hasta Tucumán, por orden del Gobierno. Se produjo entonces el “Éxodo Jujeño”, para lo cual se puso en práctica la política de tierra arrasada. 
El general realista Pío Tristán avanzó hacia el sur en persecución del ejército patriota, y el 3 de septiembre de 1812, enterado Belgrano de la situación, dispuso alistar la tropa para el enfrentamiento, a orillas del río Piedras.
Formó dos pequeñas piezas de artillería y contraatacó con dos columnas de infantería a las órdenes de los capitanes Carlos Forest y Miguel Aráoz. Al centro formó la caballería al mando del capitán Gregorio Aráoz de Lamadrid, y las reservas a cargo de los jefes Díaz Vélez y Juan Ramón Balcarce.
El combate se desarrolló con un breve e intenso tiroteo, que puso en fuga a los 600 realistas. Quedaron en el campo de batalla 20 muertos y 25 prisioneros realistas. El coronel Huici, que se había adelantado hasta Trancas, cayó prisionero.
Con este acto, el ejército volvía a recuperar su orgullo, antes de avanzar con su retirada hasta Tucumán, donde llegó el 13 de septiembre de 1812. Una vez allí, Belgrano atacó al enemigo en las afueras de la ciudad. De esta forma, el 24 de septiembre de ese año, se libró la Batalla de Tucumán.
A 22 km de Metán, por la RN 9-34, hay una gruta que señala el empalme con la RP 4, y esta vía lleva hasta el monolito que lo recuerda.

## Geografía
Metán es la ciudad cabecera del departamento homónimo, 5.ª ciudad en importancia de la provincia y la más importante de la zona sur. Concentra actividades gubernamentales, tribunales, cárcel, Unidad Regional de la Policía y otras dependencias estatales, anexo de la Universidad Católica de Salta, servicios, etc. 
En el ámbito productivo es un activo centro agrícola-ganadero, destacándose la producción de oleaginosas: soja, porotos, cereales (maíz y trigo -este último en invierno-), ganadería bovina y frutales: cítricos y arándanos.
En relación con su ambiente natural, se encuentra ubicada en la cuenca de Metán, limitada hacia el oeste por las sierras subandinas y hacia el este por la Llanura chaqueña. Tiene un clima subtropical serrano, máximas precipitaciones en verano, la estación húmeda comprenden 6 meses al año que pueden iniciar entre fines de octubre o mediados de noviembre, hasta mediados de abril o inicios de mayo. Aunque la temporada húmeda comprende la época mencionada, la máxima pluviosidad se produce durante cuatro meses, de diciembre a marzo, que en promedio superan los 600 mm. El total de lluvia promedio es de 900 mm anuales, según un período de estudio continuo de 57 años (1934-1990) realizados por el INTA. En las laderas orientales de las sierras subandinas (sierras de Metán), al oeste de la ciudad, se desarrolla plenamente una vegetación selvática correspondiente a las Yungas, con gran diversidad de flora y fauna.
Es atravesada por la ruta nacional 9/34, la cual la divide en dos sectores, al norte encontramos el río de Las Conchas, y al sur el Metán, ambos son utilizados por la población en los meses de verano como balnearios, a orillas del primero funciona el camping y balneario municipal.

## Atractivos

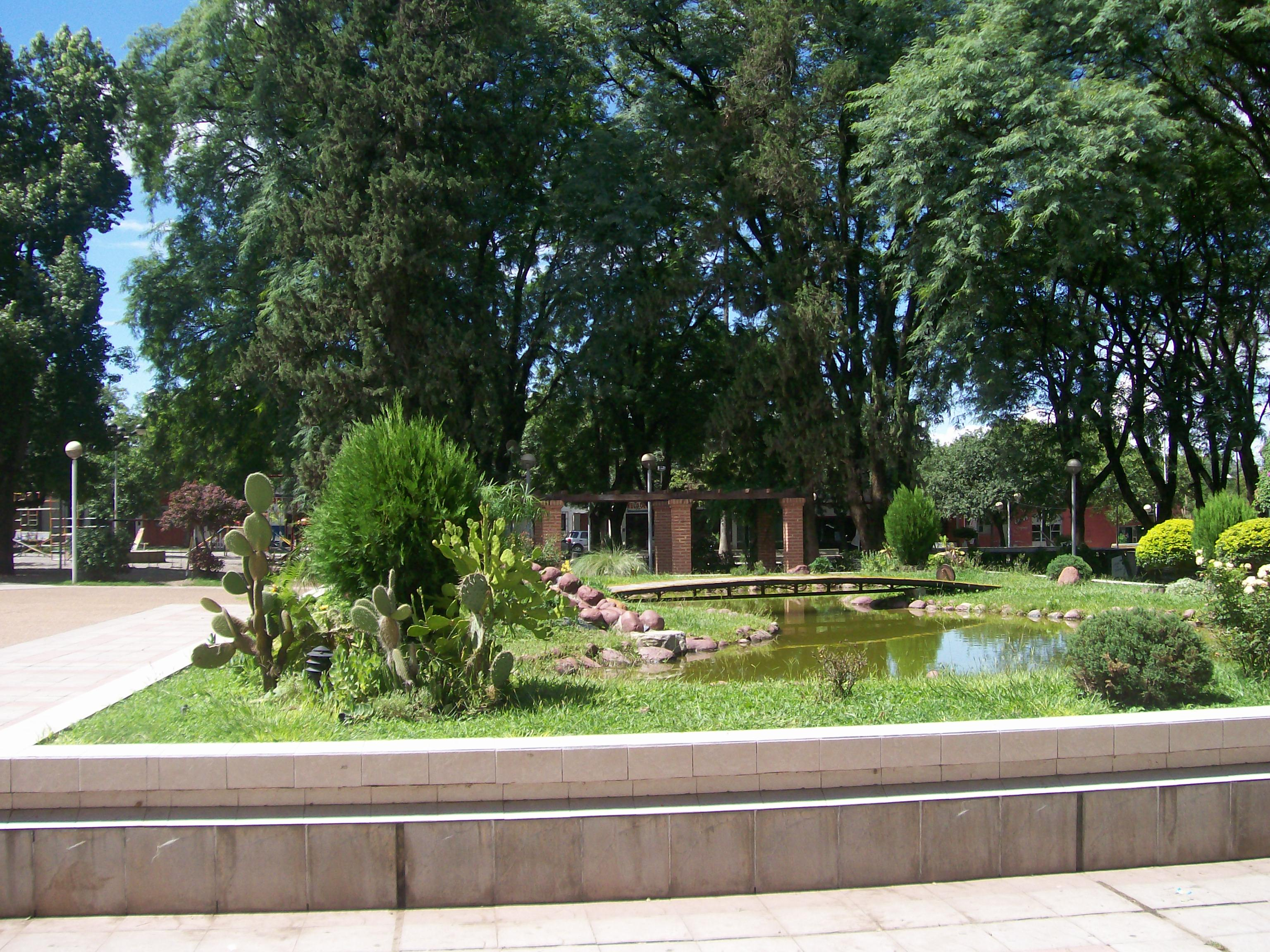
Centro de la plaza San Martín en Metán.

### Puntos importantes
También podemos encontrar lugares muy importantes para la ciudad tanto como de riqueza económica, religiosa e histórica:
- Paseos a Juntas de Balderrama, atractivo lugar al pie de la sierra de Metán, en la unión de dos arroyos que forman el río de Las Conchas.
- Práctica de andinismo
- Caminatas y cabalgatas a la Sierra de Metán y al Cerro Crestón.
- Posta de Yatasto. Punto de encuentro entre los Generales Belgrano, Güemes y San Martín. Museo (15 km al sur por ruta 9/34).
- Villa San José, plaza, iglesia y alrededores (núcleo fundacional de la ciudad).
- Parroquia del Milagro, Municipalidad, Casa de la Cultura, Museo Federico Gauffin, Plaza San Martín y Paseo de la Estación.

#### La iglesia de San José de Metan
La Parroquia San José comenzó como oratorio en Metán (hoy Metán Viejo). Observando la necesidad de un templo mayor y por su bondad, el señor Guillermo Sierra, dona los terrenos donde se construyó el mismo, de adobe y con un diseño muy tradicional en forma de cruz desde la vista área. El templo se concluyó y se bendijo en 1872. Pero por el crecimiento del Nuevo Metán debido a la llegada del Ferrocarril, se pensó en trasladar la Parroquia “al centro”, a un nuevo templo frente a la plaza San Martín. La piedra fundamental se colocó en febrero de 1942 en una ceremonia presidida por el Padre José Mir. Actualmente la Parroquia tiene 159 años de vida (al 2018) y la acompañan en este trayecto la imagen de San José (madera, revestida de yeso) y una cruz de madera de más de 150 años.
Cabe destacar que la devoción de San José ya existía en el siglo XVIII entre los habitantes de la zona. Pero comenzó a incrementarse a partir de las inundaciones del 19 de marzo de 1949, las cuales no causaron víctimas, pero sí daños materiales, por lo tanto todos los 19 de marzo a las 0.00 sale la procesión de penitencia, la que a veces es acompañada por tormentas fuertes, no obstante los fieles la siguen con antorchas, y a las cinco de la tarde se realiza la gran procesión con la imagen del Santo Patrono. Sin embargo, en 1948 a raíz del terremoto del 25 de agosto, el nuevo templo terminó siendo dedicado al Señor y Virgen del Milagro, devoción que con el transcurso de los años se transformó en el más tradicional de los actos de fe cristiana en Metán, por lo que fue creada una nueva Parroquia con base en dicho templo, en el año 1966.

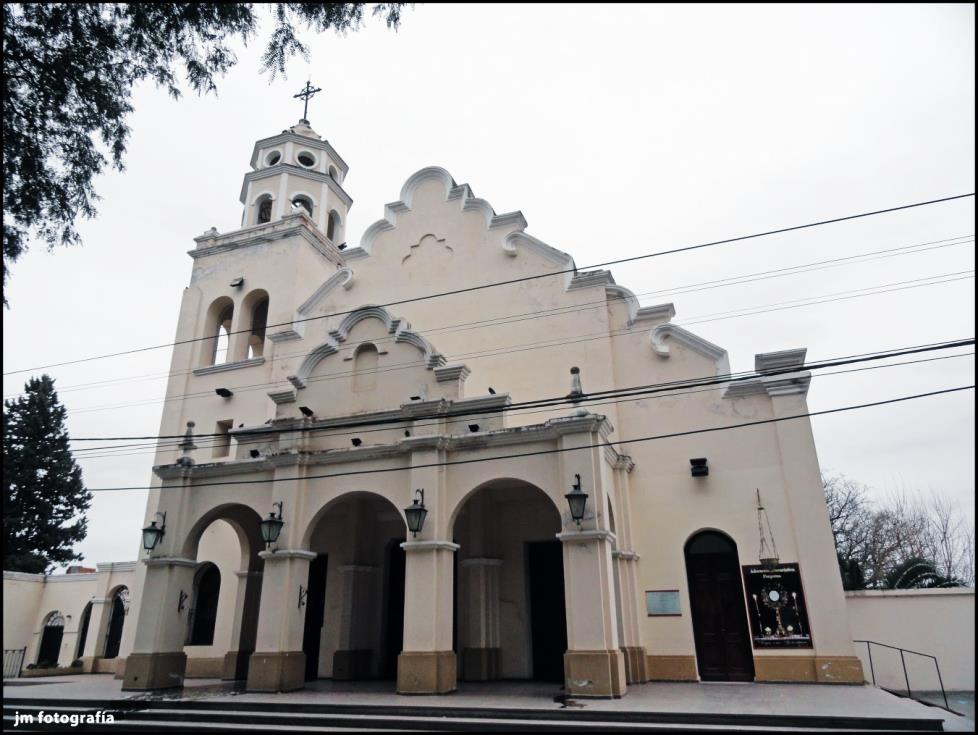
Templo dedicado al Señor del Milagro desde el terremoto de 1948

#### Fechas
- 19 de marzo: San José, patrono local.
- 25 de agosto: Señor y Virgen del Milagro, patronos tutelares.

```
El 25 de agosto es feriado en Metán desde el terremoto de 1948, cuando la feligresía de este pueblo decidió tener, aparte de su Patrono San José, a nuevos Patrones Tutelares, el Señor y la Virgen del Milagro, que protegen de los sismos a la provincia de Salta.
```

- 26 de mayo: Día de Metán.

```
El 26 de mayo es feriado municipal. Es una fecha simbólica sobre el surgimiento de las instituciones como la Parroquia, el Departamento y el Municipio, desde el año 1859, cuando se separa de Rosario de la Frontera. Esto está establecido por (Ordenanza N.º 1.259 del año 1994).
```

- 20 de enero de 1814: Encuentro de San Martín y Belgrano en Yatasto.

```
Por Resolución Municipal se estableció el 20 de enero de 1814 como Efemérides local. Esta fecha recuerda el encuentro entre el entonces coronel San Martín y el general Belgrano, quien debía entregarle el mando del Ejército del Norte. Fue un encuentro trascendental para la guerra de la independencia, ya que se trató sobre la estrategia de llegar a Lima por vía marítima, y encargar a las milicias del general Güemes la defensa del Norte, estrategia que fue coronada por el éxito.

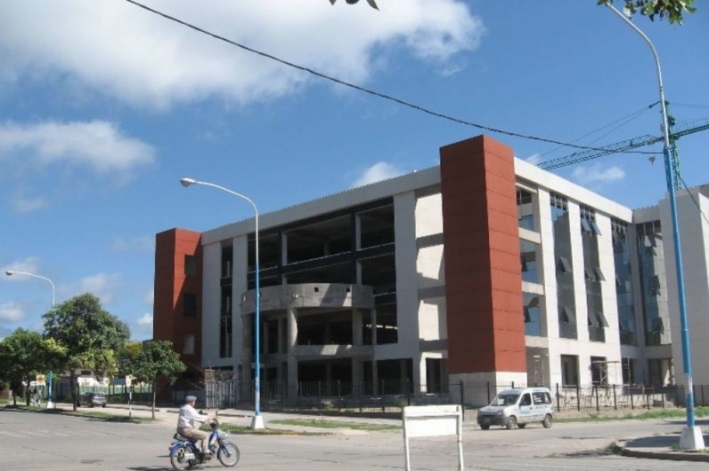
Actual edificio del Distrito Judicial Sur creado en 1959

```

## Metanenses ilustres
- Facundo Conta, piloto argentino de automovilismo de velocidad. Compitió en categorías como Top Race y TC 2000. Primo de Oscar (n. 29 de mayo de 1992)
- Oscar Conta, piloto argentino de automovilismo de velocidad. Compitió mayoritariamente en Top Race. Primo de Facundo (n. 30 de agosto de 1981)

- Federico Gauffin. Nacido en Metán en 1887, pasó gran parte de su vida en el Chaco salteño, y volcó sus experiencias en libros y poesías. Está ubicado entre los mayores escritores salteños, y su libro “En tierras de Magú-Pelá” (que significa “Zorro Blanco” en el idioma de los aborígenes chaqueños) ya es un clásico. En Metán el Centro Cultural y Museo llevan su nombre.

## Ciudades hermanas

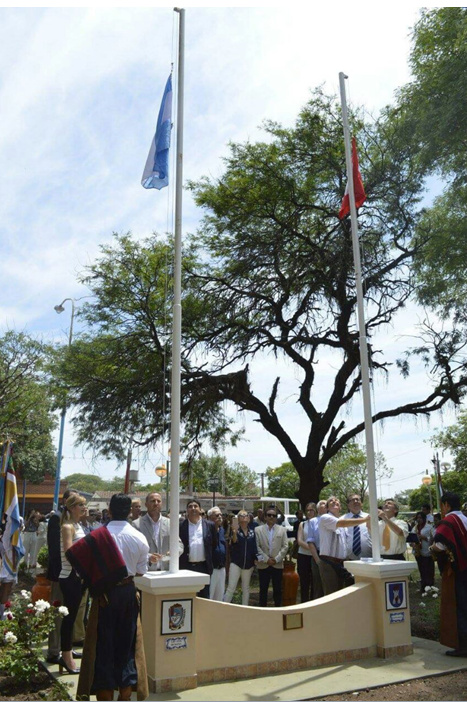
Ciudades hermanas Brusino Arsizio del cantón del Tesino, Suiza

- Brusino Arsizio, Suiza

## Sismicidad
La sismicidad del área de Salta es frecuente y de intensidad baja, y un silencio sísmico de terremotos medios a graves cada 40 años